# Bobby Seith
Robert Seith, detto Bobby (Coatbridge, 9 marzo 1932), è un allenatore di calcio ed ex calciatore scozzese, di ruolo centrocampista.

## Carriera

### Giocatore
Dopo aver giocato nelle giovanili dei dilettanti scozzesi del Monifeith Tayside nel 1948, all'età di 16 anni, passa agli inglesi del Burnley, nelle cui giovanili gioca per i successivi cinque anni; nel 1953, all'età di 21 anni, esordisce nella prima squadra dei Clarets (e contestualmente tra i professionisti) giocando 23 partite nella prima divisione inglese. L'anno seguente gioca invece 13 partite, per poi nella stagione 1955-1956 guadagnarsi il posto da titolare, con 33 presenze in campionato e 6 presenze in FA Cup. Continua a giocare da titolare anche negli anni seguenti: in particolare, nella stagione 1956-1957 gioca 5 partite in FA Cup ed in campionato segna il suo primo gol in assoluto tra i professionisti giocando 41 partite, mentre nella stagione 1957-1958 totalizza 32 presenze e 2 reti in campionato e 3 presenze in FA Cup. Dopo ulteriori 42 presenze e 3 reti nella stagione 1958-1959 (condita anche da 5 presenze in FA Cup), nella stagione 1959-1960 ricopre un ruolo leggermente minore che nelle annate precedenti, scendendo in campo per 8 volte in FA Cup e per 27 volte in campionato, competizione che però il Burnley vince a quasi quarant'anni di distanza dall'ultima volta (che risaliva alla stagione 1920-1921). A fine stagione Seith dopo 238 presenze e 6 reti fra tutte le competizioni ufficiali viene poi ceduto per 7500 sterline al Dundee, club della prima divisione scozzese.
Seith una volta tornato in Scozia gioca fin da subito da titolare nel suo nuovo club, con il quale nella stagione 1961-1962 vince anche il campionato, risultato che il club raggiunge per la prima volta nella sua storia: di conseguenza partecipa anche alla Coppa dei Campioni 1962-1963, nella quale il Dundee raggiunge la semifinale, dove viene sconfitto dagli italiani del Milan che poi si aggiudicheranno il trofeo; in questa competizione Seith, che tra il 1960 ed il 1965 (anno in cui all'età di 33 anni si ritira) totalizza complessivamente 134 presenze e 5 reti nel campionato scozzese, gioca in totale 8 partite.

### Allenatore
Nelle stagioni 1965-1966 e 1966-1967 lavora come vice allenatore nella prima divisione scozzese rispettivamente per Dundee e Rangers. Dal 1968 al 1970 ha allenato il Preston N.E., nella seconda divisione inglese; successivamente dal 1970 al 1974 ha allenato gli Hearts, nella prima divisione scozzese.

## Palmarès

### Giocatore

#### Competizioni nazionali
- Campionato inglese: 1

Burnley: 1959-1960
- Campionato scozzese: 1

Dundee: 1961-1962